# 屠家骥
屠家骥（1927年—2002年），男，浙江嘉兴人，中华人民共和国农业专家、政治人物，曾任河南省政协副主席。